# Осория Акоста, Франсиско
Франсиско Осория Акоста (исп. Francisco Ozoria Acosta; род. 10 октября 1951, Нагуа, Доминиканская Республика) — доминиканский прелат. Епископ Сан-Педро-де-Макорис с 1 января 1997 по 4 июля 2016 года. Архиепископ Санто-Доминго и примас Америки с 4 июля 2016. Военный ординарий Доминиканской Республики со 2 января 2017. 